# Automeris lutheri
Automeris lutheri är en fjärilsart som beskrevs av Cockerell 1914. Automeris lutheri ingår i släktet Automeris och familjen påfågelsspinnare. Inga underarter finns listade i Catalogue of Life.